# Orlando Magic
Orlando Magic er et amerikansk basketballhold fra Orlando i Florida, som spiller i NBA-ligaen.

## Historie

### Grundlæggelsen
I 1985 begynde NBA planer om at udvide ligaen. Den originale plan var at Charlotte og Minneapolis skulle have et hold, og så skulle Florida også have et hold. Det var usikkert hvilken by i Florida, med Miami, Tampa og Orlando alle som kandidater. Det lykkedes dog både Miami og Orlando ejerne at overbise ligaen, og de besluttede derfor at give både et hold til Miami, som ville blive til Miami Heat, og et hold til Orlando.
Der blev holdt en konkurrence hvor at fans kunne indsende et navn til holdet, og her blev Magic valgt, som er en klar reference til Walt Disney World, som er Orlandos største attraktion.

### De første år
Magic havde sin debutsæson i NBA ved 1989-90 sæsonen, og det lykkedes dem at ramme pletskud ved deres første draft, da de draftede Nick Anderson i 1989, som ville blive holdets leder i flere år.
Trods Anderson, så var Magic ligesom mange andre nye hold dårlige i det første par år.

### Shaq og Penny
Ved 1992 draften vandt Magic lodtrækningen, og fik dermed det første valg ved draften, hvor at de valgte en garanteret superstjerne, Shaquille O'Neal. Magic blev med det samme meget bedre, men missede dog lige akkurat slutspillet i Shaq' debutsæson.
På helt utrolig vis vandt Magic igen draft lotteriet i 1993, og fik det første valg igen. De valgte her Chris Webber, men endte med at trade ham til Golden State Warriors for Penny Hardaway og nogle draft picks. Denne trade gav hurtigt pote, da Hardaway og Shaq dannede en meget farlig duo, og ledte Orlando til slutspillet for første gang nogensinde i 1993-94 sæsonen. De tabte dog til Indiana Pacers i den første runde.
Før 1994-95 sæsonen hentede Magic All-Star spillere Horace Grant, og havde nu en af ligaens bedste unge hold. Magic stormede frem, og sluttede sæsonen som den bedste hold i den østelige konference. I slutspillet imponerede de unge Magic hold ved at marchere hele vejen til finalen, hvor de undervejs slog Celtics, Pacers og Michael Jordans Chicago Bulls. Finalen var dog ikke en god oplevelse, da de blev tæsket af et erfarent Houston Rockets hold.
Magic var igen gode i 1995-96 sæsonen, og nåede til semi-finalen af slutspillet, men tabte til Bulls.

### Shaq forlader
Før 1996-97 sæsonen forlod O'Neal efter kontraktudløb til Los Angeles Lakers. Hardaway var nu holdets leder, og Magic var markant dårligere uden Shaq. Trods tabet af O'Neal, så nåede Magic stadig til slutspillet i 96-97, men tabte til deres Florida rivaler Miami Heat i den første runde.
I 1997-98 sæsonen døjede Hardaway med skader, og Nick Anderson kunne ikke ene mand løfte holdet til slutspillet, da de lige akkurat missede det.
Magic vendte dog tilbage i form ved 1998-99 sæsonen. Både Hardaway og Anderson var fri for skader, og god produktion fra rollespillere, og var tilbage i slutspillet. Magic skuffede dog i slutspillet, og tabte i den første runde til Philadelphia 76ers.

### Magic genstarter
Efter 1999 skuffelsen valgte Magic at forsøge at starte forfra med holdet, og tradede alle deres store spillere, herunder både Hardaway og Anderson.
I 1999-2000 sæsonen havde Magic et meget ungt hold fuldt med relativt ukendte spillere, og var forventet til at være en af ligaens værste. Det endte dog ikke med at ske. Under træner Doc Rivers som fik sin NBA trænerdebut i denne sæson, så sluttede Magic kun lige akkurat udenfor slutspillet.
For at lede dette hold næsten til slutspillet, så vandt Rivers Coach of the Year som kun den tredje træner til at vinde prisen i en sæson hvor at holdet ikke vandt mere end de tabte.

### Tracy McGrady årene
Som resultat af at have et hold af ukendte spillere, så havde Magic pludselig mange penge at bruge før 2000-01 sæsonen. Det lykkedes Magic at hente to All-Star spillere, da de fik Tracy McGrady og Grant Hill som begge havde haft kontraktudløb hos deres tidligere klubber.
Magic vendte tilbage til slutspillet i 2000-01 sæsonen med McGrady som holdets leder. Magic var dog ikke så gode som forventet, men det var på grund af at Hill havde misset næsten hele sæsonen med en ankelskade. Magic tabte i den første runde til Milwaukee Bucks.
Grant Hill forsatte med at være skadesplaget, og missede næsten hele 2001-02 sæsonen også. Trods dette havde McGrady etableret sig selv som en stjerne i ligaen, og god produktion var andre spillere som unge Mike Miller. Magic tabte dog igen i den første runde til Charlotte Hornets.
McGrady ledte NBA i at score i 2002-03 sæsonen med mere end 30 point per kamp. Trods dette, så tabte Magic igen i den første runde, denne gang til Pistons.
Magic holdet faldt dog fra hinanden i 2003-04 sæsonen. McGrady var stadig ligaens bedste scorer, men holdet kollapset omkring ham, og var en af de værste hold i ligaen med kun 22 sejre på sæsonen.

### Dwight Howard årene
Før 2004-05 sæsonen valgt Magic for anden gang indenfor 5 år at genstarte holdet. McGrady, som havde været utilfreds med holdet ikke havde kunne skaffe ham noget hjælp, blev tradet til Rockets og en anden trade med Nuggets skaffede dem Jameer Nelson. Magic vandt draften, og med det første pick valgte Dwight Howard. De hentede også kontraktløse Hedo Türkoğlu.
Det nye Magic hold viste potentiale, og med Grant Hill endelig spillede i seriøse mængder af sæsonen så fremtiden lys ud. Magic var dog ikke i slutspillet.
Skader plagede dog Magic igen. Den evigt skadesplaget Grant Hill blev igen langtidsskadet, og skader til Türkoğlu og Nelson gjorde at Magic igen missede slutspillet i 2005-06.
Magic blev dog kun bedre trods skaderne, og især Howard fortsatte sin udvikling. Howard var for første gang All-Star i 2006-07 sæsonen, og Magic kom med nød og næppe med i slutspillet. Det var dog ikke et stærkt retur til slutspillet, da de tabte til Pistons uden meget kamp i den første runde.
Før 2007-08 sæsonen lavede Magic flere vigtige beslutninger, som at hente Rashard Lewis efter kontraktudløb i Seattle SuperSonics, og de tradede sig til Miami træneren Stan van Gundy. Magic havde udviklet sig til et meget godt hold, og var igen i slutspillet, men denne gang med hjemmebane fordel. I den første runde mødte Magic Toronto Raptors. Magic vandt, og havde dermed kommet videre fra den første runde for første gang i 12 år. Magic støtte i den anden runde ind i Pistons igen, og igen så vandt Detroit.
[ikke færdig, færdigøres snart]

## Kendte spillere
- Dwight Howard
- Jason Richardson
- Hedo Türkoğlu
- Gilbert Arenas
- Jameer Nelson
- Shaquille O'Neal
- Penny Hardaway